# Elías Figueroa

Elías Ricardo Figueroa Brander (Valparaíso, 25 de octubre de 1946) es un exfutbolista y exentrenador chileno. Se desempeñó como defensa central y según la mayoría de los especialistas internacionales, fue el «mejor futbolista chileno del siglo XX», así como uno de los mejores defensores de fútbol y deportistas chilenos más destacados.
Durante su carrera, militó en clubes de América desde 1964. Fue jugador de Peñarol de Uruguay —ganó un título de la Supercopa de Campeones Intercontinentales y dos de la Primera División—, Internacional de Brasil —obtuvo dos del Brasileirão y seis del Campeonato Gaúcho—, Santiago Wanderers y Palestino de Chile —consiguió con el último uno de la Primera División y de la Copa Chile—, así como de la selección chilena —con la que jugó tres ediciones de la Copa Mundial: en 1966, 1974 y 1982, siendo el chileno con más participaciones, así como una final de la Copa América en 1979—. Se retiró en Colo-Colo en 1982. Fue elegido tres veces como el «Futbolista del año en Sudamérica» —en 1974, 1975 y 1976 por el periódico El Mundo (Venezuela). Registró el «marcaje del torero» en los años 1960 y su jugada más famosa fue el gol iluminado en 1975.
Después, fue entrenador entre 1993 y 1996, y fundó la corporación cultural gol Iluminado en 2007. En 2000 la Federación Internacional de Historia y Estadística de Fútbol lo ubicó como el «37.º mejor futbolista del siglo XX», el «octavo mejor futbolista sudamericano del siglo XX» y «mejor defensa sudamericano del siglo XX». En Brasil, en una votación de expertos organizada por la revista Placar en 2001 y los datos estadísticos lo destacaron como el «mejor futbolista extranjero de la liga brasileña en el siglo XX», donde es conocido como quien «retiró a Pelé» del alto nivel en 1974. Es considerado el principal futbolista chileno en la historia, según el Instituto de Historia y Estadística del Fútbol Chileno y múltiples encuestas en Sudamérica. Fue incluido en la lista FIFA 100, de los «125 mejores futbolistas vivos» en 2004 y tiene la huella de sus pies en la Calzada de la Fama del Estadio de Maracaná desde 2005.

## Trayectoria

### Como futbolista

#### Inicios en Chile

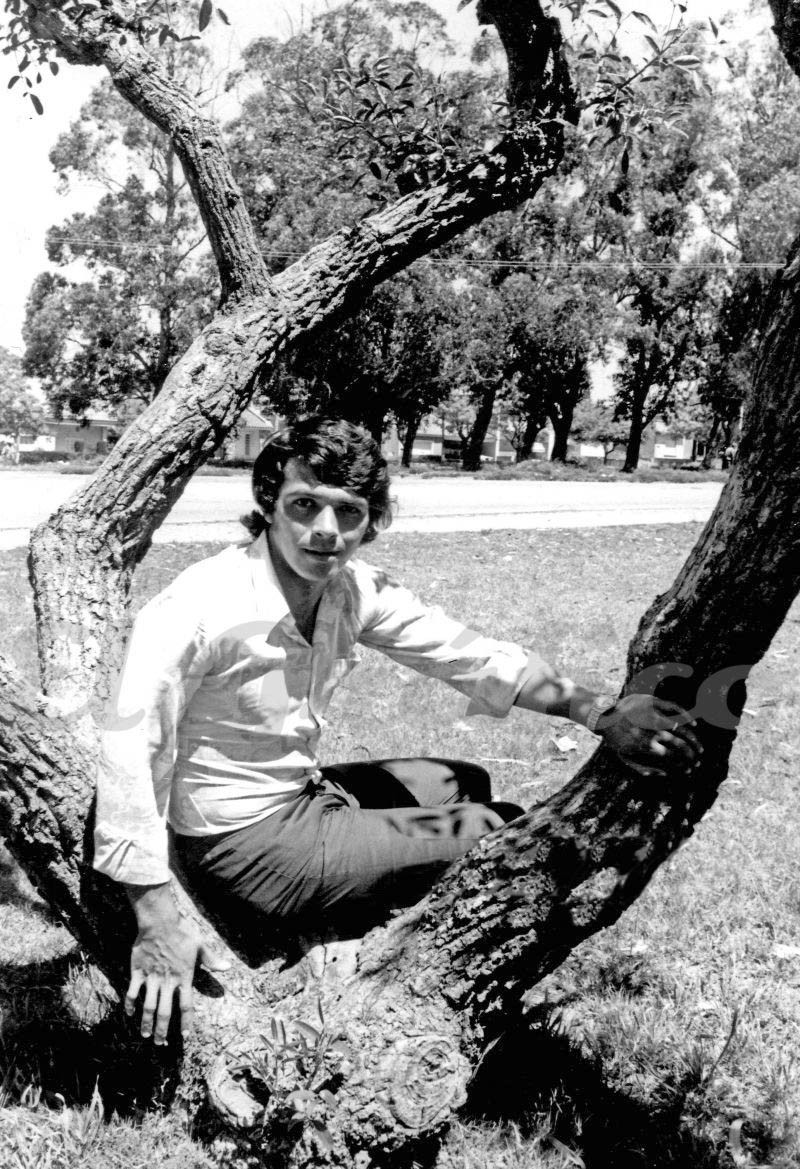
Figueroa circa 1974.

Nació en el seno de una familia chilena promedio, hijo de trabajadores. Su madre, Lidia Brander trabajaba para Chilena de Tabacos y su padre Gonzalo Figueroa en Ferrocarriles del Estado. Desde pequeño tuvo complicaciones de salud: una difteria le ocasionó problemas al corazón y más adelante, derivó en asma. A raíz de sus problemas de salud la familia Figueroa Brander decidió mudarse a la cercana ciudad de Quilpué famosa por su buen aire y posteriormente, se avencindó en Villa Alemana. Estudió en el liceo de Quilpué A-39 su enseñanza media. A temprana edad, Elías comenzó a mostrar talento con el balón, pero los médicos le prohibieron practicar deporte e incluso llegaron a diagnosticar que no sería un niño normal.
El cambio al micro clima de esa zona tuvo efectos positivos y a los ocho años ingresó al Alto Florida, un club del barrio homónimo, en Quilpué. Allí fue donde descubrió sus condiciones y dotes naturales, entretanto la enfermedad se hizo nuevamente presente y a la edad de 11 años fue diagnosticado con poliomielitis, permaneciendo un año entero en cama, a los 12 años prácticamente reaprendió a caminar con muletas y ayuda de sus hermanos, a los 13 años sorprendentemente retornó a su equipo de barrio, en esta etapa en Alto Florida el pequeño Elías pudo pulir su innegable talento hasta los 14 años para luego defender al Deportivo Liceo de la misma ciudad en 1961.
Un año más tarde, gracias a contactos de su padre Gonzalo con el ayudante técnico de Santiago Wanderers, Víctor Parra, el joven -volante por aquel entonces- consigue una prueba en la popular institución porteña.
Tal era el talento del adolescente Elías que alcanzó a entrenar un día en categoría infantil y el cuerpo técnico le dijo que volviera al día siguiente a entrenar con los juveniles, al verlos con el plantel juvenil el mismo cuerpo técnico lo integró al plantel profesional de Santiago Wanderers de Valparaíso a los 15 años de edad, en el que haría su debut profesional a esa temprana edad.
De inmediato queda incorporado al equipo del Puerto y pasa, en cuestión de meses, de jugar con los amigos del barrio a enfrentar a Brasil campeón del mundo, integrando la juvenil caturra, que sirvió de sparring para los verdeamarillos durante el Mundial de 1962, así tuvo el honor de marcar a Pelé, Garrincha y Didí a los 15 años, lo que ya en ese entonces causó entre los brasileños más de un comentario elogioso sobre su imponencia física, buenos reflejos y calidad de juego.
Elías se sentía cómodo jugando de volante y esa era su posición original, fue José Pérez, entrenador argentino de las divisiones inferiores de Wanderers, el que a falta de altura en su zaga reubicó a Elías en su posición definitiva de zaguero central. A poco de arribar a Wanderers, siendo infantil aún, bajo el mando de Víctor Parra, disputó la clasificatoria porteña al Campeonato Nacional Juvenil que se disputaría en Arica. En este equipo hizo sus primeras actuaciones como defensor central deslumbrando a quien lo vio.
Dado que en el cuadro de honor de los caturros se imponía el consagrado mundialista Raúl Sánchez, el joven Elías Figueroa no tenía espacio y después de engorrosas tratativas Unión La Calera consiguió su préstamo por una temporada. En el Estadio Municipal de La Calera debuta en un primer equipo el 26 de abril de 1964. Este año fue por primera vez apodado de Don Elías por un exhaltado locutor de radio, Hernán Solis, que en el triunfo del modesto Unión La Calera sobre Colo-Colo en pleno estadio Nacional dijo extasiado "estamos frente a un muchacho de 17 años que juega como un crack maduro, desde hoy yo no puedo más que llamarlo Don Elías Figueroa". Allí comenzó su fama.
En 1965 volvió a Wanderers ahora si como fijo titular en la zaga del gran equipo porteño, eso si al año siguiente vendría la consolidación de Figueroa donde en una gran campaña en el equipo porteño logra el tercer lugar del torneo nacional de 1966 donde uno de los pilares era el joven Elías Figueroa destacando que Wanderers fue con él, el equipo con la mejor defensa recibiendo menos goles en aquel año.

#### Club Atlético Peñarol

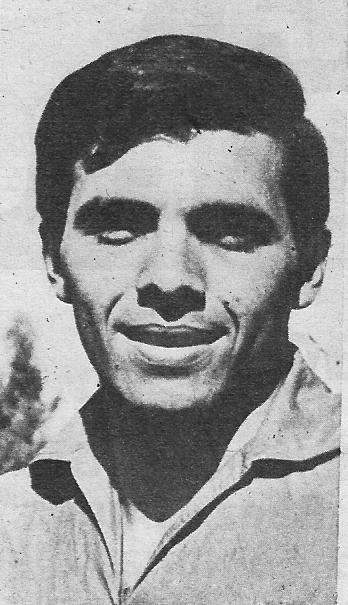
Figueroa en 1973.

El campeonato mundial de 1966 fue clave en su carrera, a los diecinueve años era el pilar de Chile, por la vitrina que significó para su juego. Y fue así como Independiente de Avellaneda y Huracán de Argentina, y Peñarol de Uruguay mostraron interés en el chileno.
Fueron los Diablos Rojos quienes estuvieron a punto de ganar la disputa, ya que justo antes que Elías se presentara a dar los exámenes médicos de rigor, el vicepresidente de Peñarol de ese entonces- Washington Cataldi - logró llevárselo de urgencia y en avión privado a Montevideo. Cabe hacer la precisión histórica que este hecho se produjo durante una gira del Combinado Porteño (Wanderers con Everton) a Buenos Aires, equipo integrado entre otros, por Figueroa, Juan Olivares y Vicente Cantatore. Como parte de la negociación, Wanderers obtenía dinero más los servicios del delantero Alberto Ferrero.
Figueroa entonces, defendió durante seis años los colores de Peñarol, que en esos momentos de 1966, era el club de fútbol campeón del mundo alcanzando el bicampeonato del torneo uruguayo en 1967 y 1968. Con Figueroa como baluarte, el arquero Ladislao Mazurkiewicz logró el récord de más minutos sin recibir goles: 987 (11 cotejos). En 1969 Peñarol consiguió la Supercopa de Campeones Intercontinentales en una mítica final contra Santos de Pelé, partido en el cual Don Elías fue el mejor jugador del partido y deslumbró con su talento y natural liderazgo. Su único lunar con Peñarol fue no conseguir levantar la Libertadores en 1970, cuando llegaron a la final y fueron doblegados por el Estudiantes de Carlos Salvador Bilardo, Jorge Solari o Juan Ramón Verón por 1-0.
Además de aquello jugando en Peñarol de Uruguay, Figueroa fue considerado en cada año por las encuestas especializadas, como el mejor jugador en su puesto y tres veces mejor jugador del campeonato. Es necesario considerar que por aquel entonces la liga uruguaya era una de las más ganadoras del mundo con jugadores que se han considerado históricos para varios países, repartidos en los dos grandes equipos de Peñarol y Nacional de Montevideo. Sin embargo y a pesar de la corta edad de Figueroa, ya a sus 20 años era considerado el mejor jugador de todos, siendo defensa y por sobre otras míticas estrellas consolidadas como Mazurkiewicz, Luis Cubilla, Spencer o Juan Joya.
Esos años eran épocas de partidos bravos, esos que le gustaban a Figueroa. Él relataba: “Contra Racing de Avellaneda rechacé de palomita un centro y (Alfio) Basile me dio una patada en la cabeza. Recuperé la conciencia en las duchas y pregunté cómo habíamos salido. Me dieron el resultado y me aclararon que había estado los 90 minutos en cancha”, contaría después.
Figueroa con el tiempo valoró mucho su paso por Peñarol, afirmaba "Siempre he tenido la duda que si no paso por Uruguay primero antes de llegar a Brasil, no se si me hubiese ido tan bien como yendo directo desde Chile a Brasil". Don Elías se destacaba por ser un caballero en la cancha, Figueroa no era un jugador rudo, no era un jugador que pegaba, pero en Uruguay aprendió a jugar con canillera, aprendió a marcar, a meter los codos. Según palabras de Leonardo Véliz "Elías Figueora con toda su fineza, con toda su diplomacia cuando tenía el balón... cuando no lo tenía se transformaba como el rufián más grande porque sabía pegar".

#### Internacional de Porto Alegre

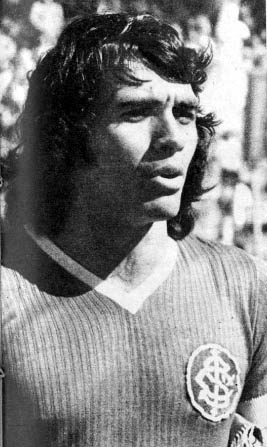
Figueroa con la camiseta del Internacional de Porto Alegre (1974).

Lamentablemente Uruguay, y por ende el club manya, comenzó a tener dificultades económicas, por lo que muchos jugadores emigraron al extranjero, incluido Elías Figueroa tentado por ofertas desde Real Madrid e Inter de Porto Alegre.
"A fines de 1971, Míster Lujo, como lo apodaban en Uruguay, tuvo una oferta concreta del Real Madrid, pero él prefirió ir al Internacional de Porto Alegre. En la liga brasileña jugaban varias de las estrellas sudamericanas, y él quería medirse con los mejores". Europa no era lo mismo de hoy como tampoco Sudamérica y en las tierras brasileñas se jugaba la liga más exigente del mundo con destacados jugadores como Pelé, Rivelino, Tostão, Jairzinho, Gérson, Carlos Alberto y Zico, donde estaban la mayoría de los jugadores campeones del mundo con Brasil en México 1970, incluso donde los sueldos podían ser aún más abultados.
Elías escogió aquel destino bajándose en la estación Porto Alegre, donde defendería a Internacional de Porto Alegre, el equipo del pueblo de Rio Grande Do Sul. Según palabras de Lauro Quadros, periodista brasileño " La historia del Internacional está dividida en antes y después de Don Elías Figueroa".
Ya desde los primeros juegos Elías Figueroa era capitán del equipo y con su liderazgo los colorados llegaron a la cúspide nacional por vez primera y por partida doble: Inter obtuvo el "Brasileirao" en 1975 y 1976, el primero de ellos con la famosa anotación del chileno en la final ante Cruzeiro, conocida como "Gol Iluminado". Reza la leyenda que a los quince minutos del segundo tiempo, de un día 15 de diciembre al atardecer ya toda la cancha se encontraba cubierta por sombra, pero en el lugar exacto donde Figueroa salta y cabecea hacia el arco, un rayo de luz lo iluminó. Nacía así la leyenda del Gol Iluminado y del Dios de Beira Rio.
Además de ser el mejor jugador del equipo, Figueroa fue un hombre diferente. Compartía constantemente en las columnas sociales de Porto Alegre ya fuese declamando poesías de Neruda o eventos importantes junto a su esposa, hecha famosa por el buen gusto por el vino y la literatura. Pero fue en la cancha, con su impresionante presencia y su control absoluto de la posición en el campo que Figueroa se convirtió en una imagen mística, un Semi-Dios para los colorados y aficionados del Internacional. Mantuvo una rivalidad con el delantero Pelé del Santos —el «mejor futbolista oficial del siglo XX» según la FIFA— en el Brasileirão entre 1972 y 1974, a quien reconoció como el jugador que más le costó marcar durante su carrera, llegando a darse codazos en los encuentros y lo sucedió como el «mejor futbolista en América» cuando no pudo regatearlo, por lo que el brasileño con 34 años decidió trasladarse al fútbol estadounidense en 1975.
El porteño a nivel individual ganó todo en Brasil: el balón de oro al Mejor Jugador del Brasileirao 1975, cada una de las cinco temporadas que jugó los balones de plata al Mejor Zaguero y los galardones que le dieron sustento a su leyenda: Mejor Futbolista de América durante tres temporadas consecutivas: 1974, 1975 y 1976, premios otorgados por los votos de los periodistas deportivos de todo el continente, votación históricamente organizada por el diario "El Mundo" de Caracas.
El gran escritor y "poeta" del fútbol Nelson Rodrigues dijo de él "Peligroso como un tigre de Bengala, elegante como un conde de smoking, Elías Figueroa el zaguero perfecto".
El legendario Jairzinho recientemente cuando le pidieron comparar a Figueroa con jugadores actuales dijo "Actualmente tenemos muchos cracks, Elias Figueroa era Súper Crack".
Sobre su paso por Brasil el renombrado periodista uruguayo Juan Rodrigo Araya declaraba sobre Figueroa que "Allá era una súper estrella un ídolo completo".

#### Palestino
Pese a ser figura en el sólido Internacional, Figueroa, motivado por la lejanía que él y su familia sentían de su tierra natal y el creciente temor por su seguridad personal en Porto Alegre debido a la fama y el asedio público, decidió volver a Chile en 1977, al Club Deportivo Palestino. Figueroa explicó que "Un día fue el presidente de Palestino, don Enrique Atal, a realizar algunos asuntos en Brasil y pasó a saludarme, lo invité a cenar y mi señora le dijo que quería volver a Chile. El dijo que no tenían mucha plata pero que iba a ver qué iba a hacer. Yo, con la presión de la familia, fui donde los dirigentes de Internacional y presioné para que me dejaran volver, incluso les perdoné algunos dineros que me debían con tal que me dejaran ir. Ellos preferían venderme a Europa pero yo quise volver a mi patria ". Incluso en la insistencia el presidente del Internacional de Porto Alegre le ofreció un cheque en blanco para que no se fuera, pero Figueroa no cambió de opinión.
De la mano de Figueroa y con un gol suyo en tiempo suplementario, le dio al Palestino de Fernando Riera la Copa Chile 1977 contra Unión Española, así como la liguilla que lo clasificó a la Copa Libertadores de 1978. En ella, logró vencer como visitante por 2-1 a São Paulo, en ese entonces campeón brasileño. En julio de 1977, Palestino comenzó un invicto de 46 partidos y que culminó el 12 de septiembre de 1978. Es hasta ahora el invicto más prolongado en la historia del fútbol chileno. y segundo a nivel mundial. Finalmente el Palestino de Caupolicán Peña conquistó el campeonato de 1978, el 22 de noviembre ante Colo Colo y donde nuevamente Don Elías convertía un gol, partido que además jugó con una fractura en la mano. El 78 nuevamente Figueroa era considerado el Mejor Futbolista del torneo, tal como aconteciera anteriormente en su paso por Uruguay y en Brasil. Al año siguiente en 1979, Figueroa no solo destacó en el plano internacional con la selección chilena, sino incluso lideró al equipo a clasificarse a la ronda de semifinales de la Copa Libertadores de aquel año. Record internacional que el club nunca volvió a repetir en su historia, ni había logrado antes.
La temporada 1980 estuvo marcada por desencuentros entre Elías y la dirigencia palestinista, incluso de lesiones. Durante un entrenamiento, un fuerte choque con su compañero Marco Cornez lo llevó a estar algunos días hospitalizado. Además, el entrenador Gustavo Cortés le había quitado la titularidad, sumado a una pequeña crisis económica del defensa tras sufrir una estafa en algunos negocios, lo llevaron a negociar con equipos chilenos como del extranjero para una transferencia a un nuevo club.

#### Epílogo
Después de un período de 4 años jugando por el club Palestino quiso cambiar de rumbo y en 1981, Figueroa fue tentado por la Liga de Estados Unidos. Allá destacaban futbolistas como Franz Beckenbauer y Johan Cruyff. El destino fue el Fort Lauderdale Strikers de Florida. jugando al lado de otras figuras internacionales como Gerd Müller y Teófilo Cubillas. En la temporada de 1981, llegarían a la Final de la Conferencia North American Soccer League (NASL) frente al Cosmos de Nueva York, pero la tónica para Figueroa fueron los constantes viajes a Chile para jugar por la Selección en las eliminatorias para el mundial de España ´82. Por este motivo, Colo-Colo, en una alianza con Televisión Nacional, logra traer nuevamente a Figueroa a jugar en un cuadro nacional.
Después de España 1982 y luego de un clásico contra la Universidad de Chile el 1 de enero de 1983, Figueroa anunció su retiro de la actividad profesional, poniendo término a una carrera de 18 años.
Al año siguiente, el 8 de marzo de 1984, se organiza el partido de despedida, entre un combinado chileno y una selección Resto del Mundo que fue presenciada por más de 70 mil espectadores en el Estadio Nacional. El 2 a 2 final quedó como una anécdota en un encuentro marcado por la emotividad y los recuerdos de tantas metas logradas por quien sería ungido por la Conmebol como uno de los mejores defensores sudamericanos de la historia y el más grande de Chile.

### Como entrenador
En 1993, 10 años después de su retiro del fútbol profesional, revalidó el título de entrenador que había obtenido en Brasil, para dirigir en su país natal. Sería presentado como nuevo entrenador Santiago Wanderers, quien se encontraba en la Primera B chilena. firmando contrato por toda la temporada 1993.Tras rematar en el 7° lugar, su contrato no fue renovado. Para el año siguiente, es anunciado como entrenador de Palestino, en reemplazo de José Sulantay, logrando salvar al equipo tetracolor del descenso a la Primera B, siendo renovado su contrato. A mediados de 1995, es cesado de sus funciones.
A comienzos de 1996 regresa al Internacional, esta vez como gerente técnico. Esa misma temporada, luego de la salida de Nelsinho Baptista del banco, digirió al equipo de forma interina.

## Selección chilena

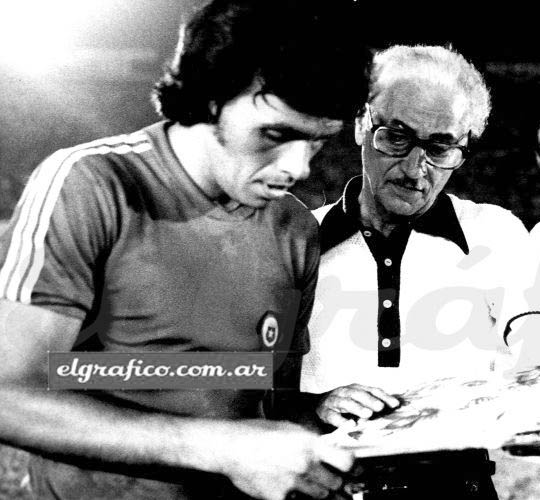
Figueroa como seleccionado chileno en la clasificatoria para la Copa Mundial de Fútbol de 1978.

Es uno de los futbolistas más trascendentes en la historia de la selección chilena.
Fue nominado para formar parte de la selección juvenil de Chile en el Campeonato Sudamericano Sub-20 de 1964 celebrado en Colombia, donde tuvo una destacada participación individual.
Por «La Roja» jugó su primer partido en septiembre de 1965 en un amistoso contra Vélez Sarsfield de Argentina y a los cinco meses después participó de un encuentro el 23 de febrero de 1966 contra la Unión Soviética en el Estadio Nacional cuando en ese momento tenía 19 años. Jugó un total de 47 partidos en la selección Destacando una final en la Copa América de 1979 y tres Campeonatos Mundiales: Inglaterra 1966, Alemania 1974 y España 1982.
Su primera experiencia para las copas del mundo fue en Inglaterra 1966. Jugaba como titular a pesar de ser uno de los menores del grupo. El camarín aparentemente estuvo dividido entre los futbolistas de Universidad de Chile y Universidad Católica y Figueroa no tuvo mayor influencia más allá de su excelente participación en cancha. Incluso estuvo cerca de ser considerado el jugador joven del campeonato.
Durante las Clasificatorias para la Copa Mundial de Fútbol de 1970, no defendió la camiseta de Chile, debido al exigente calendario de su equipo Peñarol, como también de las presiones internas para que no jugara por su selección. En dichas eliminatorias, Chile y Uruguay compartieron grupo, siendo el clasificado a la cita planetaria el combinado uruguayo.
En el repechaje al mundial de fútbol de Alemania 1974 destaca un partido -otra vez- contra la Unión Soviética en Moscú donde gracias a una brillante labor en la defensa capitaneada por Figueroa y Alberto Quintano, la selección chilena logró empatar cero a cero. Como anécdota de ese partido se cuenta que Figueroa en un encuentro por la banda izquierda con la estrella soviética Oleg Blojín, entró con "pierna fuerte" y precisión a quitar la pelota en tackleo, con lo cual, terminó echando de la cancha al jugador rival con una tremenda lesión que les quitaba poder ofensivo a los soviéticos y les restaba a su mejor hombre. Además, dado que el árbitro del partido era el brasileño Armando Marques, Figueroa recuerda que le dejó pasar varias faltas cometidas a los soviéticos. En el partido de vuelta, Chile ganaría la clasificación al mundial tras el walkover por no presentación de los soviéticos.
Ya en Alemania 1974, hizo un mundial sobresaliente, era un jugador que marcaba y construía. Ya todos sabían de su capacidad de anticipo, su gran juego aéreo, su voz de mando y su técnica para salir jugando. A pesar de que Chile no clasificó a la segunda fase, aquel torneo terminó de ser una consagración a nivel mundial y siendo incluido en el equipo ideal de la FIFA en ese mundial.
Para la Copa América 1979 Chile llegó a la final contra Paraguay, equipo con el cual tuvo que disputar tres partidos. Aquella Selección de fútbol de Paraguaya era una selección que hacía muchos goles, y para el primer partido de final contra Chile ganó 3 por 0 en Asunción. Figueroa no pudo jugar aquel partido, pues en semifinales había sido expulsado por primera y única vez en su carrera profesional. Para los siguientes encuentros en Santiago de Chile y Buenos Aires, Figueroa jugó 180 minutos y Paraguay no pudo anotar ningún gol. A pesar de aquello y por diferencias de gol, Chile no ganó aquel campeonato.
En el mundial de fútbol en 1982 en España, se presentó como el futbolista más veterano. Venía con un desgarro al isquiotibial y con el pulgar del pie esguinzado. Sin embargo contaba con la confianza del técnico Luis Santibáñez. Aun así, se le recuerda en el partido debut ante su similar de Austria, en donde en el gol austriaco marcado por Walter Schachner se le reprochó la débil marca sobre el jugador, quien cabeceó en soledad para batir la valla chilena.
Por último hay que destacar que fue muchas veces capitán de la selección, especialmente en el mundial de 1982 y fue nominado en muchas ocasiones para la selección Resto del Mundo desde 1966 hasta 1983 representando a Chile.

### Participaciones en Copas del Mundo
| Mundial                   | Sede                | Resultado           | Partidos | Goles |
| ------------------------- | ------------------- | ------------------- | -------- | ----- |
| Mundial de Fútbol de 1966 | Inglaterra          | Primera fase        | 3        | 0     |
| Mundial de Fútbol de 1974 | Alemania            | Primera fase        | 3        | 0     |
| Mundial de Fútbol de 1982 | España              | Primera fase        | 3        | 0     |
| Total de su carrera       | Total de su carrera | Total de su carrera | 9        | 0     |

#### Participaciones en Clasificatorias
| Eliminatorias                 | País                | Resultado           | Posición            | Partidos | Goles |
| ----------------------------- | ------------------- | ------------------- | ------------------- | -------- | ----- |
| Eliminatorias Inglaterra 1966 | Inglaterra          | Clasificado         | 1.er Grupo 2        | 0        | 0     |
| Eliminatorias Alemania 1974   | Alemania            | Clasificado         | Repechaje           | 1        | 0     |
| Eliminatorias Argentina 1978  | Argentina           | Eliminado           | 2º Grupo 3          | 4        | 2     |
| Eliminatorias España 1982     | España              | Clasificado         | 1º Grupo 3          | 2        | 0     |
| Total de su carrera           | Total de su carrera | Total de su carrera | Total de su carrera | 7        | 2     |

### Participaciones en Copa América
| Copa                | Sede                | Resultado           | Partidos | Goles |
| ------------------- | ------------------- | ------------------- | -------- | ----- |
| Sudamericano 1967   | Uruguay             | 3°                  | 5        | 0     |
| Copa América 1979   | Sin sede fija       | Subcampeón          | 4        | 0     |
| Total de su carrera | Total de su carrera | Total de su carrera | 9        | 0     |

## Estilo de juego
Su principal característica era la capacidad de anticiparse a las jugadas con una gran lectura de juego. Registró el «marcaje del torero»: obstrucción que consiste en analizar el lado más hábil del rival, cubrirlo con una pierna para que elija el otro al avanzar y se facilite el quite, siendo difícil de regatear; inspirado por los «pases del toreo» de la corrida de toros, propiciado por la intención de aprovechar su corpulencia y el afán de ser infranqueable, configurado durante los entrenamientos de su carrera en los años 1960 y bautizado como una persona que torea por la similitud con sus movimientos. Se adelantaba correctamente a cortar el ataque en forma limpia, para inmediatamente salir jugando con elegancia y dominio, repartiendo fútbol desde el fondo de la cancha. Durante los partidos Don Elías "mataba" el vértigo del ataque contrario con su buena lectura y anticipación, ponía la pelota en el suelo y construía la primera jugada de su equipo o derechamente seguía con la pelota hasta llegar al final. De estas características en su fútbol se pueden distinguir dos grandes cualidades; primeramente que él fue un jugador prominentemente cerebral. Distinguía muy bien cuándo y en qué momento salir del área a destruir el ataque anticipándose a la habilitación del contrario. No solo cortaba el ataque sino que creaba las condiciones para el contragolpe que él mismo iniciaba.
En segunda instancia, demostraba una gran capacidad técnica, pues contaba con una gran visión de juego, una muy buena conducción del balón y además tenía dribling. A la hora de salir jugando mostraba una particular elegancia y dominio de los perfiles porque le pegaba y la tocaba con las dos piernas. Cómodo con el balón, Elías Figueroa a menudo sería una amenaza sorpresa en el último tercio del campo con su juego combinado y sus carreras internas merodeadoras, como lo demuestran sus números de sus días en el Internacional, cuando anotó 27 goles en más de 300 apariciones. En su estadía en Uruguay a finales de los 60s, los periodistas de aquel país maravillado con las condiciones de este jugador, le apodaron con el calificativo de "mister lujo", pues al verlo en la cancha ellos se dieron cuenta de que Figueroa era un jugador acróbata y prominentemente cerebral que podía ser destructivo y creativo al mismo tiempo, con jugadas como dos «caños» seguidos dentro de su área, despejes de «chilena», «palomita», «tijera», regates y todo tipo de pases y «cabezazos».
Como tercera cualidad, se caracterizaba por ser un jugador portentoso, tenía mucha fuerza, era alto, tenía excelente cabezazo y cuando había que marcar de forma severa, lo hacía sin titubear. Juan Olivares, su compañero de equipo en la selección chilena afirmaba: "por arriba fue un león. Si a veces saltaba con dos rusos y... al suelo con ellos y la pelota era de él." Sin embargo y a pesar de la rudeza de su juego en sus 18 años de carrera fue expulsado solo una vez de la cancha en partidos oficiales.
Destacaba por su fortaleza mental que mezclaba una fuerte personalidad y caballerosidad a toda prueba. Afirmaba: El área es mi casa, y ahí entra quien yo quiera. Con esa seguridad que daba en la cancha, consiguió liderazgo entre sus compañeros para imponerse a la hora de ordenar a la defensa y el fútbol de su equipo - incluso llegó a ser capitán en todos los equipos donde jugó-. Durante el partido de fútbol, primeramente miraba tras de él que su defensa estuviera bien ubicada, luego cortaba el avance rival y con total dominio y toda seguridad contrarrestaba el juego iniciando el contragolpe. Lo importante era cuando se metía por el centro de la cancha repartiendo fútbol. Creando peligro llegaba incluso hasta el fondo del área rival, pero su juego era muy útil cuando las marcas hombre a hombre del equipo contrario neutralizaban a los suyos y era necesario desequilibrar. Él dejaba estragos cuando se metía por el medio de la cancha hacia el ataque, debido a su gran categoría. Don Elías afirma «cuando jugaba en Brasil había una jugada en que la aguantaban el lateral y el puntero y yo avanzaba sin que nadie me marcara hasta que llegaba libre». Fueron tan buenas las cualidades futbolistas de este jugador que, a pesar de jugar en la defensa, hacía que el equipo entero dependiera de él y a su lado tuvo grandes compañeros de equipo como Paulo Roberto Falcão.
A modo de síntesis, y en palabras de Nelson Rodrigues (famoso escritor y periodista brasileño), fue un jugador «elegante como un conde de smoking, peligroso como un tigre de bengala. Elías Figueroa fue el zaguero perfecto».

## Otras actividades

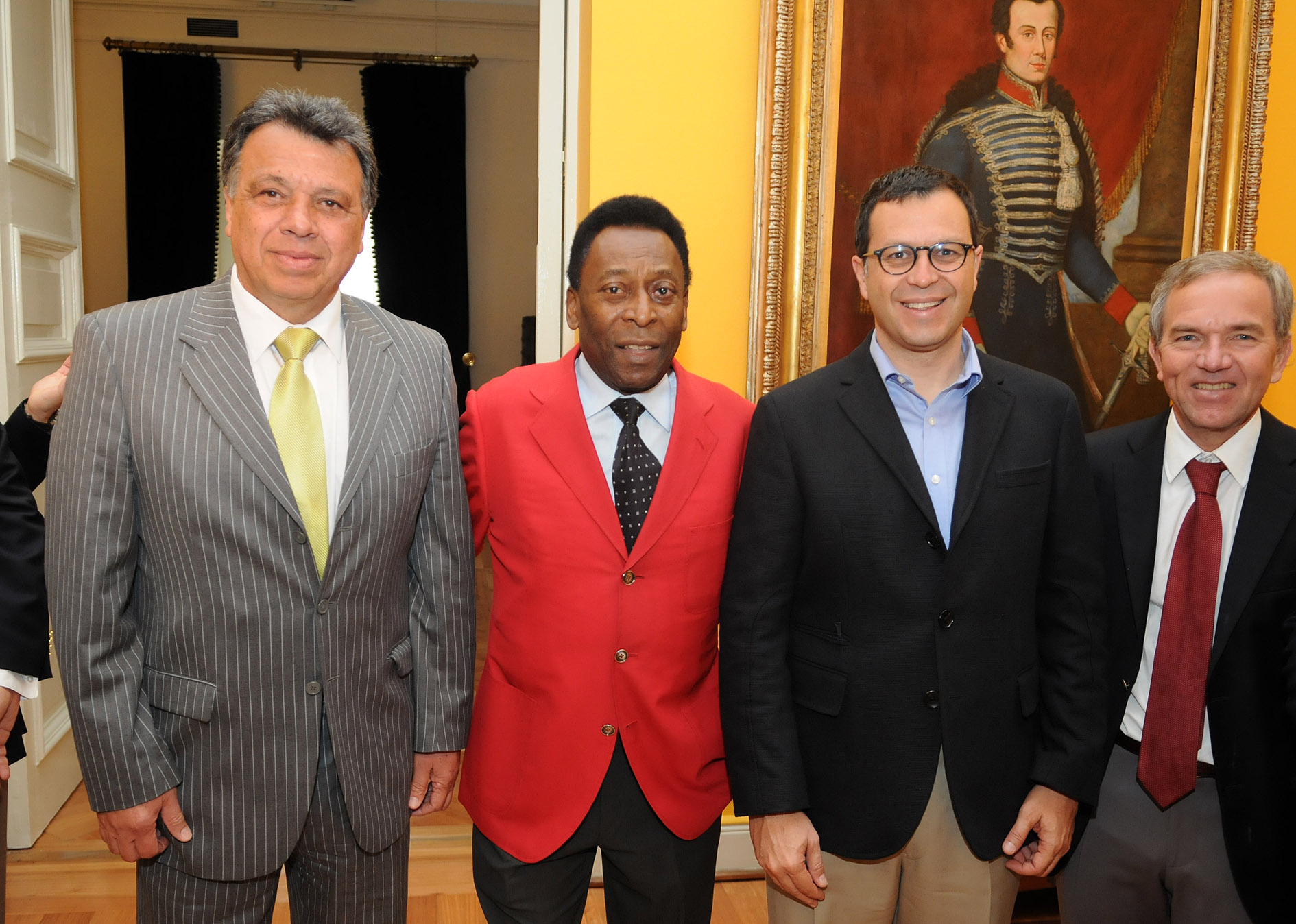
Elías Figueroa junto a Pelé, y los entonces ministro del interior Rodrigo Hinzpeter y director de deportes Gabriel Ruiz-Tagle, en el Palacio de La Moneda (2011).

El otrora defensa actualmente es empresario vitivinícola y desarrolla una labor benéfica por las personas más desprotegidas a través de su fundación Gol Iluminado, entidad que busca educar por medio del deporte. Don Elías explica: «es una fundación educativa, deportiva y social que pretende educar por medio del deporte. Pero además hemos incluido otros aspectos, como la inclusión de los pueblos originarios, la tolerancia, informática y muchos más. Es un proyecto personal en el cual se involucra toda mi familia».
La idea es que los niños con menos recursos tengan acceso a las nuevas tecnologías y así puedan salir de la extrema pobreza. El trabajo se inició en Brasil y Mozambique, simultáneamente. Con respecto a lo anterior Elías Figueroa afirmó; "trabajaremos por reducir la brecha digital que existe entre los países ricos y los pobres".
En conjunto con lo anterior, fue nombrado embajador del programa Football for Peace en apoyo a los objetivos globales del milenio de ONU y por el Programa de Deportes por el Desarrollo y la Paz. En 2013 fue nombrado como Champion for Peace por la fundación Peace and Sport de Mónaco bajo el patronato del príncipe Alberto II de Mónaco.
Fanático de la poesía de Pablo Neruda, Figueroa escribió su autobiografía, publicada en Brasil en 1977. Ese mismo año, junto a un amigo cantautor de nacionalidad argentina con quien compartió en Brasil compusieron una canción original con la finalidad de competir en el Festival de Viña del Mar, una balada que finalmente no clasificó a la competencia. Además, tuvo una participación como actor de teleseries, participando en 1982 en la teleserie de Televisión Nacional de Chile La gran mentira
Adherente de la dictadura militar de Augusto Pinochet, participó activamente en la campaña del "Sí" en el plebiscito de 1988. También había apoyado a la dictadura de Pinochet en el plebiscito de 1980, entregando una carta de apoyo junto al entonces entrenador de la selección chilena, Luis Santibáñez. Tras su retiro del fútbol, incursionó en los medios de comunicación, como comentarista deportivo para Televisión Nacional de Chile (misma actividad había desarrollado tras regresar a jugar a Colo-Colo) y en el programa Más Deporte de Radio Nacional de Chile. Tras el regreso de la democracia a Chile, fue despedido de ambos trabajos.
Sobre su vinculación política, en el epílogo del libro Don Elías el año 2022, Figueroa señaló:

Cuando hice mi regreso definitivo al país, hace ya cuarenta años, probablemente algunas decisiones que tomé en esos años no las repetiría y no concedería nuevamente apoyos que en su momento di, prestando en ocasiones mi rostro y fama para algunas causas políticas. En aquel momento simplemente pensé que seguir los lineamientos de la empresa en la que trabajaba era lo correcto. Hoy quizás sería más cauto, me informaría más e involucraría menos, como lo hice después y hasta ahora. Ante eso quiero también aclarar que nunca he tenido una postura delineada por un sector político específico y siempre ha primado en mí el ideal del bien común, tratando de ser transversal a todos los sectores de nuestra sociedad.

## Clubes

### Como jugador
| Club                       | País           | Año       |
| -------------------------- | -------------- | --------- |
| → Unión La Calera (cedido) | Chile          | 1964      |
| Santiago Wanderers         | Chile          | 1965-1966 |
| Peñarol                    | Uruguay        | 1967-1971 |
| SC Internacional           | Brasil         | 1972-1976 |
| Palestino                  | Chile          | 1977-1980 |
| Fort Lauderdale Strikers   | Estados Unidos | 1980-1981 |
| Colo-Colo                  | Chile          | 1982      |

### Como entrenador
| Club               | País   | Año       |
| ------------------ | ------ | --------- |
| Santiago Wanderers | Chile  | 1993      |
| Palestino          | Chile  | 1994-1995 |
| SC Internacional   | Brasil | 1996      |

## Palmarés

### Torneos regionales
| Título            | Club             | Región             | Año  |
| ----------------- | ---------------- | ------------------ | ---- |
| Campeonato Gaúcho | SC Internacional | Río Grande del Sur | 1971 |
| Campeonato Gaúcho | SC Internacional | Río Grande del Sur | 1972 |
| Campeonato Gaúcho | SC Internacional | Río Grande del Sur | 1973 |
| Campeonato Gaúcho | SC Internacional | Río Grande del Sur | 1974 |
| Campeonato Gaúcho | SC Internacional | Río Grande del Sur | 1975 |
| Campeonato Gaúcho | SC Internacional | Río Grande del Sur | 1976 |

### Torneos nacionales
| Título              | Club             | País    | Año  |
| ------------------- | ---------------- | ------- | ---- |
| Campeonato Uruguayo | Peñarol          | Uruguay | 1967 |
| Campeonato Uruguayo | Peñarol          | Uruguay | 1968 |
| Serie A             | SC Internacional | Brasil  | 1975 |
| Serie A             | SC Internacional | Brasil  | 1976 |
| Copa Chile          | Palestino        | Chile   | 1977 |
| Campeonato Nacional | Palestino        | Chile   | 1978 |

### Torneos internacionales
| Título                                    | Club    | País    | Año  |
| ----------------------------------------- | ------- | ------- | ---- |
| Supercopa de Campeones Intercontinentales | Peñarol | Uruguay | 1969 |

### Distinciones individuales
| Distinción | Año  |
| --- | ---- |
| Mejor Futbolista de Chile | 1965 |
| Mejor Jugador del Campeonato Uruguayo                                                                                               | 1967 |
| Mejor Jugador del Campeonato Uruguayo                                                                                               | 1968 |
| Mejor Jugador del Campeonato Uruguayo                                                                                               | 1971 |
| Mejor Jugador de Brasil por puntuación (Bola de Oro)                                                                                | 1972 |
| Bola de Plata y Mejor Central de Brasil                                                                                             | 1972 |
| Mejor Central Sudamericano | 1972 |
| Mejor Central Sudamericano | 1973 |
| Bola de Plata y Mejor Central de Brasil                                                                                             | 1974 |
| Futbolista del año en Sudamérica | 1974 |
| Equipo ideal de estrellas de la Copa del Mundo                                                                                      | 1974 |
| Bola de Plata y Mejor Central de Brasil                                                                                             | 1975 |
| Futbolista del año en Sudamérica | 1975 |
| Mejor Central Sudamericano | 1976 |
| Bola de Plata y Mejor Central de Brasil                                                                                             | 1976 |
| Bola de Oro de Brasil y Mejor Jugador de Brasil                                                                                     | 1976 |
| Futbolista del año en Sudamérica | 1976 |
| Deportista del Año en Chile | 1981 |
| Futbolista del año en Chile | 1981 |
| "Orden al Mérito Institucional por servicios a la paz y mutua comprensión entre los pueblos", Consejo Mundial de Educación.         | 1988 |
| Mejor Futbolista chileno de la Historia - Círculo de Periodistas Deportivos de Chile                                                | 1999 |
| Miembro de la Selección Sudamericana de Fútbol del siglo XX                                                                         | 1999 |
| Uno de los 100 Mejores del Siglo XX Fundación de estadísticas de la Sport Soccer                                                    | 1999 |
| Uno de los craques do Século, posición 19° en la historia, Revista Placar                                                           | 1999 |
| Mejor jugador chileno del siglo XX según la IFFHS                                                                                   | 1999 |
| 8.º mejor jugador sudamericano del siglo XX según la IFFHS                                                                          | 1999 |
| Mejor Defensa Suramericano del Siglo XX por la IFFHS                                                                                | 1999 |
| 37vo mejor jugador del siglo XX según la IFFHS                                                                                      | 2000 |
| Integrante del paseo de la fama del estadio Maracaná                                                                                | 2000 |
| Distinción de la orden "Caballero de Río Branco" otorgada por la República Federativa del Brasil                                    | 2000 |
| Mejor futbolista extranjero que haya jugado en la historia del Campeonato Brasileño de Fútbol                                       | 2001 |
| Parte del equipo ideal del Peñarol de todos los tiempos                                                                             | 2002 |
| Distinción como Embajador de las ONU para el Programa de Deportes por el Desarrollo y la Paz                                        | 2002 |
| Miembro FIFA 100 | 2004 |
| Mejor Futbolista chileno de la historia por la IFFHS                                                                                | 2006 |
| Premio de la CONMEBOL por engrandecer al fútbol del continente americano                                                            | 2009 |
| Parte del Equipo Bicentenario de Santiago Wanderers                                                                                 | 2010 |
| Miembro de la Selección Histórica de la Copa América                                                                                | 2011 |
| Reconocido como el mejor futbolista en la historia de Santiago Wanderers                                                            | 2012 |
| Reconocido como el futbolista más influyente en la historia del Internacional de Porto Alegre                                       | 2012 |
| Elegido en la oncena ideal de los últimos 50 años del fútbol sudamericano por la revista Sports Illustrated Latino                  | 2012 |
| Elegido entre los 100 mejores futbolistas de la historia por la revista Sports Illustrated                                          | 2012 |
| Jugador Emblema de Santiago Wanderers                                                                                               | 2013 |
| Elegido por el diario inglés The Guardian entre los 100 mejores jugadores de la historia de los mundiales de fútbol en el puesto 74 | 2014 |
| Incluido en el Once Ideal histórico de la Copa América según Agencia EFE y círculo de periodistas de la Conmebol                    | 2019 |

## Comentarios
Referencias sobre la estatura histórica del jugador con base en los comentarios de sus pares.

Yo soy el Figueroa de Europa
Franz Beckenbauer

"Creo que fue superior a Beckenbauer, y con eso está todo dicho".
César Luis Menotti

¿Alguna vez usted vio un seis o un líbero mejor que Passarella? -"Sí, dos: Franz Beckenbauer y Elías Figueroa".
Daniel Passarella

"Elías es el más grande".
Iván Zamorano

""Elías Figueroa en el puesto es de lo mejor que vi jugar, se pelea un poco con Franz Beckenbauer"
Tabaré Vazquez

"si Figueroa hubiera ganado un Mundial sería el mejor defensor de la historia"
Pelé

"Peligroso como un tigre de Bengala, elegante como un conde de smoking, Elías Figueroa es el zaguero perfecto"
Poeta Nelson Rodrigues

## Filmografía

### Televisión
| Año  | Título          | Canal | Rol      | Notas |
| ---- | --------------- | ----- | -------- | ----- |
| 1982 | La gran mentira | TVN   | Él mismo | Cameo |

## Homenajes
En 2012 el principal estadio de Valparaíso, donde comenzó a jugar y donde iba de la mano de su padre a ver al club Santiago Wanderers, fue refundado con su nombre, en lo que él se ha referido como el mayor homenaje que haya recibido.